# هوش برتر
هوش برتر نام مسابقه‌ای تلویزیونی است که از شبکه نسیم پخش می‌شود. تاکنون دو فصل از این مسابقه تولید شده که فصل اول، ۱۰ سری و فصل دوم آن هم چهار سری داشته است. محمد محرابی نسب توانسته پنج دوره مقام اول این مسابقه را از آن خود کند. این مسابقه بر پایهٔ هوش، قدرت ذهن، حافظه، سرعت عمل و هوش عملی افراد می‌باشد.

## فصل اول مسابقه

### سری اول
سری اول این مسابقه در نوروز ۱۳۹۵ و با اجرای امیرحسین مدرس از شبکه نسیم پخش شد. در این سری سعید شریفی توانست رتبه اول را کسب کند. این برنامه توسط مرکز پژوهش و سنجش افکار سازمان صدا و سیما جزء پنج برنامه برتر سازمان در ایام نوروز شناخته شد.
| رتبه  | نام شرکت کننده  |
| ----- | --------------- |
| اول   | سعید شریفی      |
| دوم   | حمید موسوی زاده |
| سوم   | علی رجایی راد   |
| چهارم | متین قهرمانی    |

### سری دوم
سری دوم این مسابقه با کمی تغییرات در پاییز ۱۳۹۵ و در ۶۳ قسمت ۶۰ دقیقه‌ای با اجرای افشین زی‌نوری پخش شد. در این سری ۱۲۸ نفر که از میان ۴۷۰۰ نفر انتخاب شدند در قالب ۴ گروه ۳۲ نفره به رقابت پرداختند که از هر گروه چهار نفر به مرحله نهایی صعود کردند. سرانجام در مسابقه فینال چهار نفر برتر به رقابت پرداختند که محمد محرابی نسب نفر اول و برندهٔ جایزهٔ ۵۰ میلیون تومانی شد.
| رتبه  | نام شرکت کننده  | جایزه           |
| ----- | --------------- | --------------- |
| اول   | محمد محرابی نسب | ۵۰ میلیون تومان |
| دوم   | جعفر صادقی      | ۳۰ میلیون تومان |
| سوم   | متین قهرمانی    | ۱۵ میلیون تومان |
| چهارم | سعیده سرکاریان  | ۸ میلیون تومان  |

### سری سوم
سری سوم این مسابقه با تغییر در دکور برنامه و به سبک دو سری گذشته مسابقه در پاییز ۱۳۹۶ و در ۶۳ قسمت ۶۰ دقیقه‌ای با اجرای افشین زی‌نوری پخش شد. در این سری ۱۲۸ نفر که از میان ۱۱۰۰۰ نفر انتخاب شدند در قالب ۸ گروه ۱۶ نفره به رقابت پرداختند که از هر گروه دو نفر به مرحله نهایی صعود کردند. سرانجام در مسابقه فینال چهار نفر برتر به رقابت پرداختند که محمد محرابی نسب نفر اول سری قبل این مسابقه، موفق شد مجدداً حائز رتبه اول شده و جایزهٔ ۴۰ میلیون تومانی را از آن خود کند.
| رتبه  | نام شرکت کننده  | جایزه           |
| ----- | --------------- | --------------- |
| اول   | محمد محرابی نسب | ۴۰ میلیون تومان |
| دوم   | محمدرضا صبا     | ۲۰ میلیون تومان |
| سوم   | امیر حسام محمدی | ۱۰ میلیون تومان |
| چهارم | حامد نسیمی فر   | ۵ میلیون تومان  |

### سری چهارم
سری چهارم این مسابقه در زمستان ۱۳۹۶ و در ۳۶ قسمت ۶۰ دقیقه‌ای با اجرای افشین زی‌نوری پخش شد. در این سری ۶۴ شرکت‌کننده در غیاب نفرات اول تا چهارم سری‌های قبلی به رقابت پرداختند و در نهایت علی صالحی موفق شد نفر اول شده و جایزه ۱۰ میلیون تومانی را از آن خود کند.
| رتبه  | نام شرکت کننده   | جایزه           |
| ----- | ---------------- | --------------- |
| اول   | علی صالحی        | ۱۰ میلیون تومان |
| دوم   | پیمان منیری      | ۷ میلیون تومان  |
| سوم   | محمدرضا سیدی     | ۵ میلیون تومان  |
| چهارم | مجتبی بهتری نژاد | ۳ میلیون تومان  |

### سری پنجم
سری پنجم مسابقه هوش برتر با نام فینال فینالیست‌ها در نوروز ۱۳۹۷ و در ۱۵ قسمت ۶۰ دقیقه‌ای با اجرای افشین زی‌نوری پخش شد. در این سری ۳۲ شرکت‌کننده برتر سری‌های سوم و چهارم در قالب ۲ گروه ۱۶ نفره با هم به رقابت پرداختند که از هر گروه ۲ نفر به فینال رقابت‌ها راه پیدا کردند و در نهایت محمد محرابی نسب موفق شد نفر اول شده و جایزه ۱۰ میلیون تومانی را از آن خود کند.
| رتبه  | نام شرکت کننده  | جایزه           |
| ----- | --------------- | --------------- |
| اول   | محمد محرابی نسب | ۱۰ میلیون تومان |
| دوم   | پیمان منیری     | ۷ میلیون تومان  |
| سوم   | علی صالحی       | ۵ میلیون تومان  |
| چهارم | امیر حسام محمدی | ۳ میلیون تومان  |

### سری ششم
سری ششم مسابقهٔ هوش برتر در ابتدای محرم (۱۹ شهریور ۱۳۹۷) شروع به پخش کرد، (مسابقه هر شب از شبکه نسیم ساعت ۲۳ پخش می‌شد، تنها روز ۱۵ آبان شب وفات پیامبر اسلام این برنامه پخش نشد) فینال این سری از برنامه هوش برتر روز دوشنبه ۲۱ آبان ۱۳۹۷ پخش شد. این دوره در ۶۳ قسمت ۶۰ دقیقه‌ای با اجرای افشین زی‌نوری و با شرکت ۱۲۸ شرکت‌کننده پخش شد، شرکت‌کنندگان این دوره همگی برای اولین بار در این برنامه حضور داشتند و در ۸ گروه ۱۶ نفری (هر گروه ۴ گروه ۴ نفری) به رقابت پرداختند که در پایان از هر گروه دو نفر به فینال راه پیدا کرد. در ابتدا مسابقات هر گروه در ۷ قسمت پخش می‌شد. (۴ مسابقه مقدماتی گروه، ۲ مسابقهٔ نیمه نهایی گروه و یک مسابقه فینال گروه). ۱۶ نفر فینالیست این دوره در نهایت در هفت قسمت پایانی به رقابت پرداختند.
رکورد بیش‌ترین امتیاز کسب‌شده در یک برنامه در این دوره توسط محمد مرادیان و با ۷۵ امتیاز ثبت شد.

| رتبه  | نام شرکت کننده       | جایزه           |                                 |
| ----- | -------------------- | --------------- | ------------------------------- |
| اول   | محمد احمدبیکی        | ۲۵ میلیون تومان | با تندیس و مدال طلا و لوح تقدیر |
| دوم   | محمد مرادیان         | ۱۵ میلیون تومان | مدال نقره و لوح تقدیر           |
| سوم   | حامد فرمهینی فراهانی | ۱۰ میلیون تومان | مدال برنز و لوح تقدیر           |
| چهارم | میراحسان سیدی        | ۵ میلیون تومان  | مدال برنز و لوح تقدیر           |

### سری هفتم
پس از تصمیم جنجالی عوامل شبکه نسیم مبنی بر عدم شرکت نفرات برتر در سری ششم مسابقه، این بار سری هفتم مسابقه هوش برتر با حضور ۶۴ شرکت‌کننده (بدون محدودیت برای شرکت کنندگان) در فروردین و اردیبهشت ۱۳۹۸ و در ۳۱ قسمت ۶۰ دقیقه‌ای با اجرای افشین زی‌نوری برگزار شد. در این سری ۶۴ شرکت‌کننده در قالب ۴ گروه ۱۶ نفره با هم به رقابت پرداختند که از هر گروه ۲ نفر به فینال رقابت‌ها راه پیدا کردند. در نهایت در فینال این مسابقات محمد محرابی نسب موفق شد برای چهارمین بار نفر اول شده و جایزه ۲۰ میلیون تومانی را از آن خود کند.
| رتبه  | نام شرکت کننده  | جایزه           |
| ----- | --------------- | --------------- |
| اول   | محمد محرابی نسب | ۲۰ میلیون تومان |
| دوم   | امیرحسام محمدی  | ۱۰ میلیون تومان |
| سوم   | محمدرضا سیدی    | ۸ میلیون تومان  |
| چهارم | امیرمهدی لنجانی | ۷ میلیون تومان  |

### سری هشتم
سری هشتم این مسابقه در شهریور و مهر ۱۳۹۸ و در ۳۱ قسمت ۶۰ دقیقه‌ای با اجرای افشین زی‌نوری پخش شد. در این سری ۶۴ شرکت‌کننده به رقابت پرداختند و در نهایت پوریا پیرمرادیان موفق شد نفر اول شده و جایزه ۱۵ میلیون تومانی را از آن خود کند.
| رتبه  | نام شرکت کننده       | جایزه           |                                 |
| ----- | -------------------- | --------------- | ------------------------------- |
| اول   | پوریا پیرمرادیان     | ۱۵ میلیون تومان | با تندیس و مدال طلا و لوح تقدیر |
| دوم   | حامد فرمهینی فراهانی | ۱۱ میلیون تومان | مدال نقره و لوح تقدیر           |
| سوم   | پیمان منیری          | ۸ میلیون تومان  | مدال برنز و لوح تقدیر           |
| چهارم | محمد لیثی آذر        | ۶ میلیون تومان  | مدال برنز و لوح تقدیر           |

### سری نهم
سری نهم این مسابقه در مهر و آبان ۱۳۹۸ و در ۱۵ قسمت ۶۰ دقیقه‌ای با اجرای افشین زی‌نوری پخش شد. در این سری ۳۲ شرکت‌کننده به رقابت پرداختند و در نهایت پویا فلاح موفق شد نفر اول شده و جایزه ۱۰ میلیون تومانی را از آن خود کند.
| رتبه  | نام شرکت کننده  | جایزه           |                                 |
| ----- | --------------- | --------------- | ------------------------------- |
| اول   | پویا فلاح       | ۱۰ میلیون تومان | با تندیس و مدال طلا و لوح تقدیر |
| دوم   | حامد نسیمی فر   | ۷ میلیون تومان  | مدال نقره و لوح تقدیر           |
| سوم   | محمدجواد جاپلقی | ۵ میلیون تومان  | مدال برنز و لوح تقدیر           |
| چهارم | خدیجه موسوی     | ۳ میلیون تومان  | مدال برنز و لوح تقدیر           |

### سری دهم
سری دهم این مسابقه که آخرین سری از فصل اول این مسابقه بود در نوروز ۱۳۹۹(از ۲۷ اسفند ۱۳۹۸ تا ۴ اردیبهشت ۱۳۹۹) پخش شد و همچنین آخرین فصلی بود که با اجرای افشین زی‌نوری همراه بود. در این سری، ۶۴ شرکت کننده رقابت کردند و فینال این سری در دو مسابقهٔ رفت و برگشت برگزار شد و در نهایت، پوریا پیرمرادیان توانست برای بار دوم، مقام اول را نصیب خود کند.
| رتبه  | نام شرکت کننده   | جایزه           |                                 |
| ----- | ---------------- | --------------- | ------------------------------- |
| اول   | پوریا پیرمرادیان | ۱۵ میلیون تومان | با تندیس و مدال طلا و لوح تقدیر |
| دوم   | روح الله بغرایی  | ۱۰ میلیون تومان | مدال نقره و لوح تقدیر           |
| سوم   | ندا طباخیان      | ۸ میلیون تومان  | مدال برنز و لوح تقدیر           |
| چهارم | مرضیه براتی      | ۶ میلیون تومان  | مدال برنز و لوح تقدیر           |

## فصل دوم مسابقه

### سری اول
اولین سری از فصل دوم هوش برتر، در نوروز ۱۴۰۰(از ۲۹ اسفند ۱۳۹۹ تا ۲۰ فروردین ۱۴۰۰) در ۲۲ قسمت ۶۰ دقیقه ای پخش شد و با اجرای آریا طاهری همراه بود.در فصل دوم این مسابقه، تغییرات زیادی در نوع و چینش بازی ها به وجود آمد و تغییرات اساسی با فصل اولش داشت.در این سری،شرکت کنندگان در دو جزیره گروه بندی شدند و مراحل بازی های هر برنامه به ترتیب عبارتند از:مرحله ماز، زمین بازی،دیوار مرگ و مرحله رودررو.در فصل دوم هوش برتر بر خلاف فصل اول که ملاک بازی، امتیازگیری بود، شرکت کنندگان در مرحله ماز و زمین بازی، در صورت پیروزی در هر بازی،قلب هایی دریافت میکردند و در دیوار مرگ، قلب ها به زمان تبدیل میشد و هر قلب معادل ۱۰ ثانیه بود و کسانی که دیوار مرگ را شکست میدادند، هرچقدر زمان اضافه می آوردند ، این زمان ها به امتیاز در مرحله رودررو تبدیل میشد و به امتیاز پایهٔ ۱۰ اضافه میشد و هر ۱۰ ثانیه زمان باقی مانده معادل یک امتیاز بود.در این سری، ۶۴ شرکت کننده در دو دسته ۳۲ نفره به نام جزیره تیزهوش و فراهوش در گروه های ۴ نفره حضور داشتند و در هر مسابقه یک نفر به مرحله بعدی صعود میکرد.در نهایت، محمد محرابی نسب، توانست برای پنجمین بار به مقام قهرمانی دست پیدا کند.
| رتبه  | نام شرکت کننده       | جایزه           |                                       |
| ----- | -------------------- | --------------- | ------------------------------------- |
| اول   | محمد محرابی نسب      | ۱۵ میلیون تومان | با تندیس هوش برتر و لوح تقدیر نفر اول |
| دوم   | حامد فرمهینی فراهانی | ۱۰ میلیون تومان | با لوح تقدیر نفر دوم                  |
| سوم   | پیمان منیری          | ۸ میلیون تومان  | با لوح تقدیر نفر سوم                  |
| چهارم | مهدی زلفی            | ۶ میلیون تومان  | با لوح تقدیر نفر چهارم                |

### سری دوم
سری دوم از فصل دوم هوش برتر، در بهار و تابستان۱۴۰۰(از ۲۵ اردیبهشت ۱۴۰۰ تا ۱۷ مرداد ۱۴۰۰)در ۸۵ قسمت ۶۰ دقیقه ای  برگزار شد و آریا طاهری اجرای این سری را برعهده داشت.در این سری ۲۵۶ شرکت کننده در هشت دسته ۳۲ نفره به نام جزیره های تیزهوش، فراهوش،بهوش،باهوش،هوش بهر،هوشیار،هوش پرور و هوشمند،در گروه های ۴ نفره حضور داشتند. در نهایت، آرش رضاعلی توانست مقام قهرمانی را کسب کند.
| رتبه  | نام شرکت‌کننده        | جایزه           |                                       |
| ----- | -------------------- | --------------- | ------------------------------------- |
| اول   | آرش رضاعلی           | ۲۰ میلیون تومان | با تندیس هوش برتر و لوح تقدیر نفر اول |
| دوم   | حامد فرمهینی فراهانی | ۱۵ میلیون تومان | با لوح تقدیر نفر دوم                  |
| سوم   | امیرمهدی کریمی       | ۱۰ میلیون تومان | با لوح تقدیر نفر سوم                  |
| چهارم | قاسم محمودی          | ۵ میلیون تومان  | با لوح تقدیر نفر چهارم                |

### سری سوم
سری سوم از فصل دوم هوش برتر، در ماه رمضان سال ۱۴۰۱(از ۱۴ فروردین۱۴۰۱ تا ۱۹ اردیبهشت۱۴۰۱)، با حضور ۶۴ شرکت کننده و با اجرای آریا طاهری برگزار شد.در این سری،در پایان هر مسابقه،نفر اول به صورت مستقیم به مرحله بعد میرفت و نفر دوم به گروه شانس مجدد میرفت و برای اولین بار، گروه بازنده ها یا همان شانس مجدد هم برگزار شد و بازی های مراحل نیمه نهایی با بازی های مراحل گروهی اندکی متفاوت بود و به ترتیب، به شرح روبرو بود:اتاق شیشه ای،سولات تخصصی،اتاق تمرکز(شنیداری)، زمین بازی،دیوار مرگ و مرحله رودررو.در نهایت، سینا لندنیان توانست مقام اول را نصیب خود کند.
| رتبه  | نام شرکت‌کننده     | جایزه           |                                       |
| ----- | ----------------- | --------------- | ------------------------------------- |
| اول   | سینا لندنیان      | ۲۰ میلیون تومان | با تندیس هوش برتر و لوح تقدیر نفر اول |
| دوم   | امیرمهدی کریمی    | ۱۴ میلیون تومان | با لوح تقدیر نفر دوم                  |
| سوم   | علیرضا عبدالعظیمی | ۷ میلیون تومان  | با لوح تقدیر نفر سوم                  |
| چهارم | امیرمحمد تشیعی    | ۴ میلیون تومان  | با لوح تقدیر نفر چهارم                |

### سری چهارم
سری چهارم از فصل دوم هوش برتر،در تابستان ۱۴۰۱(از ۲۲ مرداد ۱۴۰۱ تا ۲۱ شهریور ۱۴۰۱)،در ۳۰ قسمت ۶۰ دقیقه ای و با حضور ۶۴ شرکت‌کننده و با اجرای آریا طاهری برگزار شد.مراحل این سری به شرح روبرو بود:مراحل مقدماتی:ماز،زمین بازی،دیوار مرگ، مرحله رودررو. مراحل بالاتر، به صورت رفت و برگشت برگزار شد و مراحل بازی های برگشت،اینگونه بود:اتاق شیشه‌ای،سوالات تخصصی،اتاق تمرکز (شنیداری)،زمین بازی،دیوار مرگ و رودررو.در فینال هم، مرحله ماز با اتاق شیشه‌ای و سوالات تخصصی، به صورت ترکیبی برگزار شد.در نهایت، پویا شاهمیر با ۱۶ سال سن، به عنوان جوانترین قهرمان در ادوار هوش برتر توانست به مقام اول، دست پیدا کند.
| رتبه  | نام شرکت‌کننده  | جایزه           |                                       |
| ----- | -------------- | --------------- | ------------------------------------- |
| اول   | پویا شاهمیر    | ۲۰ میلیون تومان | با تندیس هوش برتر و لوح تقدیر نفر اول |
| دوم   | عرفان غفارزاده | ۱۴ میلیون تومان | با لوح تقدیر نفر دوم                  |
| سوم   | عباس احمدی     | ۷ میلیون تومان  | با لوح تقدیر نفر سوم                  |
| چهارم | میراحسان سیدی  | ۴ میلیون تومان  | با لوح تقدیر نفر چهارم                |

### سوپر جام
در ۲۲ شهریور ۱۴۰۱ و پس از اتمام سری چهارم از فصل دوم هوش برتر با اجرای آریا طاهری، بین نفرات اولِ دو سری گذشته یعنی پویا شاهمیر و سینا لندنیان و همچنین دو نفر از طراحان بازی های هوش برتر که سابقه حضور در فینال های فصل قبل را هم داشتند یعنی امیرمهدی لنجانی و ندا طباخیان، یک مسابقه سوپر جام برگزار شد و مراحل این بازی اینگونه بود: مرحله ماز به صورت ترکیبی با اتاق شیشه‌ای و سوالات تخصصی، زمین بازی،دیوار مرگ و رودررو.
در نهایت، پویا شاهمیر که قهرمان سری قبلی هم شده بود، موفق شد در سوپر جام هم به مقام اول برسد.
| رتبه  | نام شرکت‌کننده   |                                       |
| ----- | --------------- | ------------------------------------- |
| اول   | پویا شاهمیر     | با تندیس هوش برتر و لوح تقدیر نفر اول |
| دوم   | امیرمهدی لنجانی | با لوح تقدیر نفر دوم                  |
| سوم   | ندا طباخیان     | با لوح تقدیر نفر سوم                  |
| چهارم | سینا لندنیان    | با لوح تقدیر نفر چهارم                |

## نفرات برتر سری‌های مختلف
| -                 | نفر اول          | نفر دوم              | نفر سوم              | نفر چهارم        |
| ----------------- | ---------------- | -------------------- | -------------------- | ---------------- |
| سری اول           | سعید شریفی       | حمید موسوی زاده      | علی رجایی راد        | متین قهرمانی     |
| سری دوم           | محمد محرابی نسب  | جعفر صادقی           | متین قهرمانی         | سعیده سرکاریان   |
| سری سوم           | محمد محرابی نسب  | محمدرضا صبا          | امیر حسام محمدی      | حامد نسیمی فر    |
| سری چهارم         | علی صالحی        | پیمان منیری          | محمدرضا سیدی         | مجتبی بهتری نژاد |
| سری پنجم          | محمد محرابی نسب  | پیمان منیری          | علی صالحی            | امیرحسام محمدی   |
| سری ششم           | محمد احمدبیکی    | محمد مرادیان         | حامد فرمهینی فراهانی | میراحسان سیدی    |
| سری هفتم          | محمد محرابی نسب  | امیرحسام محمدی       | محمدرضا سیدی         | امیرمهدی لنجانی  |
| سری هشتم          | پوریا پیرمرادیان | حامد فرمهینی فراهانی | پیمان منیری          | محمد لیثی آذر    |
| سری نهم           | پویا فلاح        | حامد نسیمی فر        | محمدجواد جاپلقی      | خدیجه موسوی      |
| سری دهم           | پوریا پیرمرادیان | روح الله بغرایی      | ندا طباخیان          | مرضیه براتی      |
| سری اول فصل دوم   | محمد محرابی نسب  | حامد فرمهینی فراهانی | پیمان منیری          | مهدی زلفی        |
| سری دوم فصل دوم   | آرش رضاعلی       | حامد فرمهینی فراهانی | امیرمهدی کریمی       | قاسم محمودی      |
| سری سوم فصل دوم   | سینا لندنیان     | امیرمهدی کریمی       | علیرضا عبدالعظیمی    | امیرمحمد تشیعی   |
| سری چهارم فصل دوم | پویا شاهمیر      | عرفان غفارزاده       | عباس احمدی           | میراحسان سیدی    |
| سوپر جام          | پویا شاهمیر      | امیرمهدی لنجانی      | ندا طباخیان          | سینا لندنیان     |

## جشنواره تلویزیونی جام جم
در زمستان ۱۳۹۶ این مسابقه نامزد دریافت جایزه بهترین مسابقه استودیویی، برترین اجرا و بهترین طراحی صحنه و دکور از چهارمین جشنواره تلویزیونی جام جم شد که در نهایت افشین زی نوری جایزه برترین اجرا و مهدی هاشمی جایزه بهترین طراحی صحنه و دکور را از آن خود کردند.